# Lichenroth
Lichenroth ist ein Ortsteil der Gemeinde Birstein im hessischen Main-Kinzig-Kreis. Das Dorf liegt südlich des Naturparks Vulkanregion Vogelsberg am Oberlauf der Salz auf einer Höhe von 410 bis 440 m ü. NN.

## Geschichte

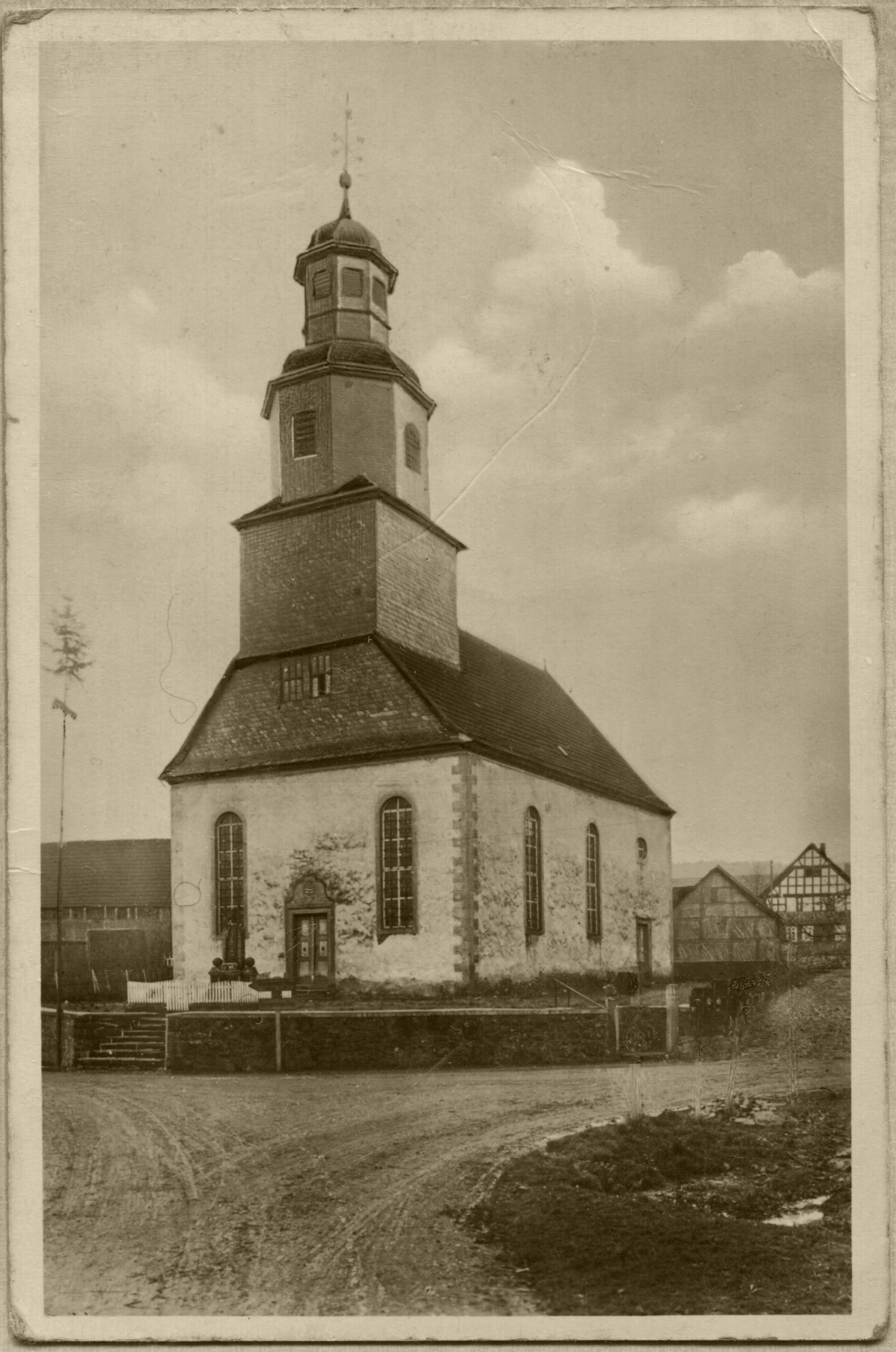
Die Lichenrother Kirche im Mai 1945

### Ortsgeschichte
Die älteste bekannte Erwähnung von Lichenroth erfolgte im Jahr 1375 unter dem Namen „Libichinrode“. Es war zu diesem Zeitpunkt von den Herren von Lißberg an die Herren von Rodenstein verpfändet. 
Johann v. Isenburg-Büdingen und Friedrich v. Lißberg bekundeten in dieser Urkunde, dass Ritter Sibold Löw von Steinfurth die Gebrüder Henne und Werner v. Cleen und Gise v. Windhausen ihre Streitigkeiten in einer gutlich, gruntlich, fruntliche Rachtunge behoben hätten. Der Streit ging um ihrer Rechte am Dorf Lichenroth die Eisengruben zu Bracht, der Schmieden zu Wolferborn und Rinderbügen sowie der Wiesen zu Hellstein insbes., wie den beiderseitigen Untertanen Rechtshilfe gewährt werden sollte.
Im Spätmittelalter wurde der Ort mehrfach zum Gegenstand von Verpfändungen und Verkäufen, bis er 1489 endgültig in den Besitz der Grafen von Isenburg überging. Lichenroth gehörte zum Gericht Reichenbach und zur Pfarrei Reichenbach, deren Sitz Unterreichenbach war. In einem Verzeichnis der Huben und Zinsgüter von 1499 werden sieben Güter genannt, die den Isenburgern zinspflichtig waren. 1514 bestand Lichenroth aus 26 Höfen, 1551 aus 41 Höfen.
Während des Dreißigjährigen Krieges hatte Lichenroth unter Einquartierungen und Plünderungen zu leiden. 1624 nahm das Fürstenbergische Regiment im Gericht Reichenbach sein Winterquartier, wobei 40 Soldaten nach Lichenroth kamen. 1653 hatte Lichenroth 132 Einwohner.
1666 wird erstmals ein jüdischer Ortseinwohner erwähnt. Bis zur Zeit des Nationalsozialismus besaß Lichenroth eine jüdische Gemeinde mit mehr als sechzig Mitgliedern (→ Jüdische Gemeinde Lichenroth). Mit dem Beginn der NS-Diktatur im Jahr 1933 kam es zu teilweise massiven Übergriffen auf die jüdischen Einwohner des Dorfes, die bis Ende 1936 Lichenroth nach und nach verließen.
Im März 1813 waren etwa 300 französische Soldaten in Lichenroth einquartiert. Nach der Auflösung des Fürstentums Isenburg durch den Wiener Kongress fiel Lichenroth im Jahr 1816 an das Kurfürstentum Hessen, welches 1866 vom Königreich Preußen annektiert wurde. Verwaltungsmäßig gehörte Lichenroth ab 1821 zum Kreis Salmünster, ab 1830 dann zum Kreis Gelnhausen. Im 19. Jahrhundert wanderten zahlreiche Ortseinwohner aus, hauptsächlich in die Vereinigten Staaten.
1907 erhielt Lichenroth eine Wasserleitung. 1914 hatte das Dorf 540 Einwohner. 1923 wurde ein eigener Spar- und Darlehenskassenverein gegründet, der auch Warenhandel betrieb, nachdem bereits seit 1891 ein gleichartiger Verein für das Oberland mit Sitz in Kirchbracht existiert hatte. Die Genossenschaft fusionierte 1971 mit der in Birstein zur späteren Raiffeisenbank Vogelsberg. Von 1911 bis 1987 bestand eine Molkereigenossenschaft, die eine eigene Molkerei vor Ort betrieb.
1934 wurde die Vogelsberger Südbahn als Verlängerung der Kleinbahn Wächtersbach-Birstein in Betrieb genommen, wodurch Lichenroth einen Anschluss an das Eisenbahnnetz erhielt. Bereits 1958 wurde der Abschnitt von Wüstwillenroth nach Hartmannshain stillgelegt. Auf dem ehemaligen Bahnhofsgelände westlich des Ortes entstand ein Industriegebiet.
Hessische Gebietsreform (1970–1977)
Im Zuge der Gebietsreform in Hessen fusionierten zum 1. Juli 1971 die bis dahin selbständigen Gemeinden Lichenroth, Mauswinkel, Wüstwillenroth, Wettges und Völzberg freiwillig zur neuen Gemeinde Oberland zusammen. Bereits im Mai 1972 wurde von Seiten der hessischen Landesregierung ein Anhörungsverfahren eingeleitet mit dem Ziel, den Zusammenschluss der bisherigen Gemeinden Birstein (mit Ortsteilen), Katholisch-Willenroth und Oberland zu einer neuen Großgemeinde herbeizuführen. Die Eingliederung der Gemeinde Oberland in die Gemeinde Birstein erfolgte schließlich kraft Landesgesetz mit Wirkung vom 1. Juli 1974. Für alle ehemals eigenständigen Gemeinden von Birstein wurden Ortsbezirke mit Ortsbeirat gebildet. Im Sprachgebrauch der älteren Einwohner der vier Ortsteile findet die Bezeichnung „Oberland“ immer noch Anwendung, auch stammt die gemeinsame Telefonvorwahl 06668 noch aus der Zeit vor der Eingliederung nach Birstein.

### Verwaltungsgeschichte im Überblick
Die folgende Liste zeigt die Staaten und Verwaltungseinheiten, denen Lichenroth angehört(e):
- vor 1806: Heiliges Römisches Reich, Fürstentum Isenburg-Birstein, Gericht Reichenbach (oder Birstein)
- ab 1806: Fürstentum Isenburg (Rheinbund),[Anm. 2] Gericht Reichenbach oder Birstein
- ab 1813: Generalgouvernement Frankfurt,[Anm. 3] Gericht Reichenbach
- ab 1815: Kaisertum Österreich,[Anm. 4] Gericht Reichenbach
- ab 1816: Kurfürstentum Hessen,[Anm. 5] Amt Wenings, Gericht Reichenbach
- ab 1821: Kurfürstentum Hessen, Kreis Salmünster[Anm. 6]
- ab 1830: Kurfürstentum Hessen, Kreis Gelnhausen
- ab 1848: Kurfürstentum Hessen, Bezirk Hanau
- ab 1851: Kurfürstentum Hessen, Kreis Gelnhausen
- ab 1867: Königreich Preußen,[Anm. 7] Provinz Hessen-Nassau, Regierungsbezirk Kassel, Kreis Gelnhausen
- ab 1871: Deutsches Reich, Königreich Preußen, Provinz Hessen-Nassau, Regierungsbezirk Kassel, Kreis Gelnhausen
- ab 1918: Deutsches Reich,[Anm. 8] Freistaat Preußen, Provinz Hessen-Nassau, Regierungsbezirk Kassel, Kreis Gelnhausen
- ab 1944: Deutsches Reich, Freistaat Preußen, Provinz Kurhessen, Landkreis Gelnhausen
- ab 1945: Amerikanische Besatzungszone,[Anm. 9] Groß-Hessen, Regierungsbezirk Wiesbaden, Landkreis Gelnhausen
- ab 1946: Amerikanische Besatzungszone, Hessen, Regierungsbezirk Wiesbaden, Landkreis Gelnhausen
- ab 1949: Bundesrepublik Deutschland, Hessen, Regierungsbezirk Wiesbaden, Landkreis Gelnhausen
- ab 1968: Bundesrepublik Deutschland, Hessen, Regierungsbezirk Darmstadt, Landkreis Gelnhausen
- ab 1971: Bundesrepublik Deutschland, Land Hessen, Regierungsbezirk Darmstadt, Landkreis Gelnhausen, Gemeinde Oberland
- ab 1974: Bundesrepublik Deutschland, Land Hessen, Regierungsbezirk Darmstadt, Main-Kinzig-Kreis, Gemeinde Birstein

## Bevölkerung
Einwohnerstruktur 2011
Nach den Erhebungen des Zensus 2011 lebten am Stichtag dem 9. Mai 2011 in Lichenroth 351 Einwohner. Darunter waren 9 (2,6 %) Ausländer.
Nach dem Lebensalter waren 57 Einwohner unter 18 Jahren, 141 zwischen 18 und 49, 78 zwischen 50 und 64 und 75 Einwohner waren älter.
Die Einwohner lebten in 135 Haushalten. Davon waren 24 Singlehaushalte, 42 Paare ohne Kinder und 51 Paare mit Kindern, sowie 15 Alleinerziehende und 3 Wohngemeinschaften. In 24 Haushalten lebten ausschließlich Senioren und in 81 Haushaltungen lebten keine Senioren.
Einwohnerentwicklung
 Quelle: Historisches Ortslexikon
- 1514: 26 Zinsende
- 1551: 41 Zinsende
- 1606: 70 Untertanen
- 1770: 43 Haushaltungen mit 165 Personen

| Lichenroth: Einwohnerzahlen von 1770 bis 2023 | Lichenroth: Einwohnerzahlen von 1770 bis 2023 | Lichenroth: Einwohnerzahlen von 1770 bis 2023 | Lichenroth: Einwohnerzahlen von 1770 bis 2023 | Lichenroth: Einwohnerzahlen von 1770 bis 2023 |
| --- | --------------------------------------------- | --------------------------------------------- | --------------------------------------------- | --------------------------------------------- |
| Jahr |                                               |                                               |                                               | Einwohner                                     |
| 1770 | 1770                                          |                                               | 165                                           | 165                                           |
| 1800 | 1800                                          |                                               | ?                                             | ?                                             |
| 1834 | 1834                                          |                                               | 467                                           | 467                                           |
| 1840 | 1840                                          |                                               | 475                                           | 475                                           |
| 1846 | 1846                                          |                                               | 508                                           | 508                                           |
| 1852 | 1852                                          |                                               | 474                                           | 474                                           |
| 1858 | 1858                                          |                                               | 505                                           | 505                                           |
| 1864 | 1864                                          |                                               | 486                                           | 486                                           |
| 1871 | 1871                                          |                                               | 475                                           | 475                                           |
| 1875 | 1875                                          |                                               | 496                                           | 496                                           |
| 1885 | 1885                                          |                                               | 515                                           | 515                                           |
| 1895 | 1895                                          |                                               | 490                                           | 490                                           |
| 1905 | 1905                                          |                                               | 503                                           | 503                                           |
| 1910 | 1910                                          |                                               | 477                                           | 477                                           |
| 1925 | 1925                                          |                                               | 488                                           | 488                                           |
| 1939 | 1939                                          |                                               | 384                                           | 384                                           |
| 1946 | 1946                                          |                                               | 619                                           | 619                                           |
| 1950 | 1950                                          |                                               | 599                                           | 599                                           |
| 1956 | 1956                                          |                                               | 502                                           | 502                                           |
| 1961 | 1961                                          |                                               | 446                                           | 446                                           |
| 1967 | 1967                                          |                                               | 445                                           | 445                                           |
| 1970 | 1970                                          |                                               | 441                                           | 441                                           |
| 1980 | 1980                                          |                                               | ?                                             | ?                                             |
| 1990 | 1990                                          |                                               | ?                                             | ?                                             |
| 2000 | 2000                                          |                                               | ?                                             | ?                                             |
| 2011 | 2011                                          |                                               | 351                                           | 351                                           |
| 2023 | 2023                                          |                                               | 356                                           | 356                                           |
| Datenquelle: Historisches Gemeindeverzeichnis für Hessen: Die Bevölkerung der Gemeinden 1834 bis 1967. Wiesbaden: Hessisches Statistisches Landesamt, 1968. Weitere Quellen: ; Gemeinde Birstein:; Zensus 2011 |                                               |                                               |                                               |                                               |

 Historische Religionszugehörigkeit
| • 1885: | 401 evangelische (= 77,86 %), 114 jüdische (= 20,14 %) Einwohner  |
| • 1961: | 411 evangelische (= 62,15 %), 35 katholische (= 7,85 %) Einwohner |

## Politik
Für Lichenroth besteht ein Ortsbezirk (Gebiete der ehemaligen Gemeinde Lichenroth) mit Ortsbeirat und Ortsvorsteher nach der Hessischen Gemeindeordnung.
Der Ortsbeirat besteht aus fünf Mitgliedern. Bei den Kommunalwahlen in Hessen 2021 betrug die Wahlbeteiligung zum Ortsbeirat 68,4 %. Alle Kandidaten gehörten der „Bürgerliste Lichenroth“ an. Der Ortsbeirat wählte Helmut Koch zum Ortsvorsteher.

## Kultur und Sehenswürdigkeiten

### Bauwerke
Evangelische Filialkirche

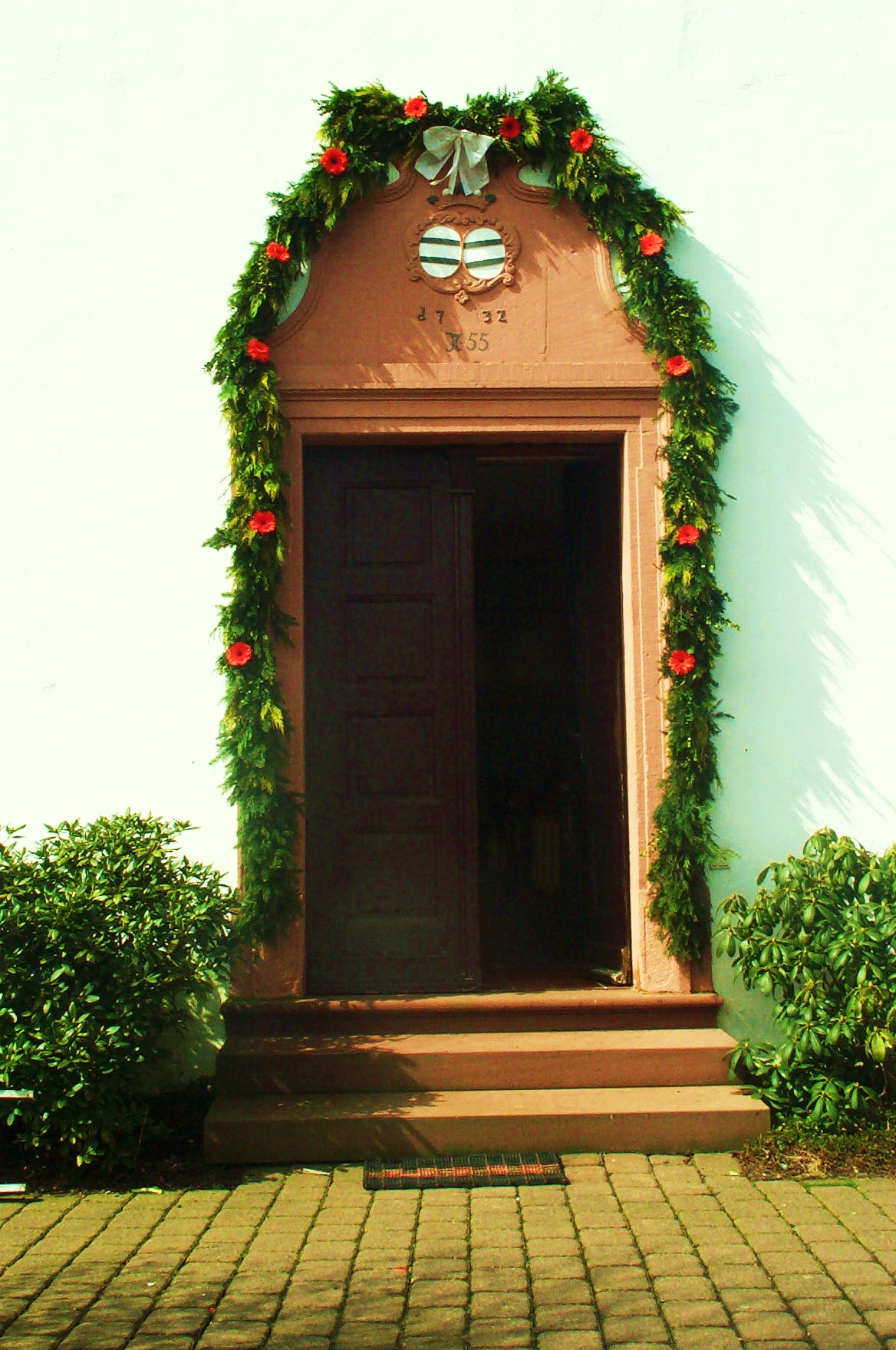
Eingang der Lichenrother Kirche mit Konfirmationsschmuck

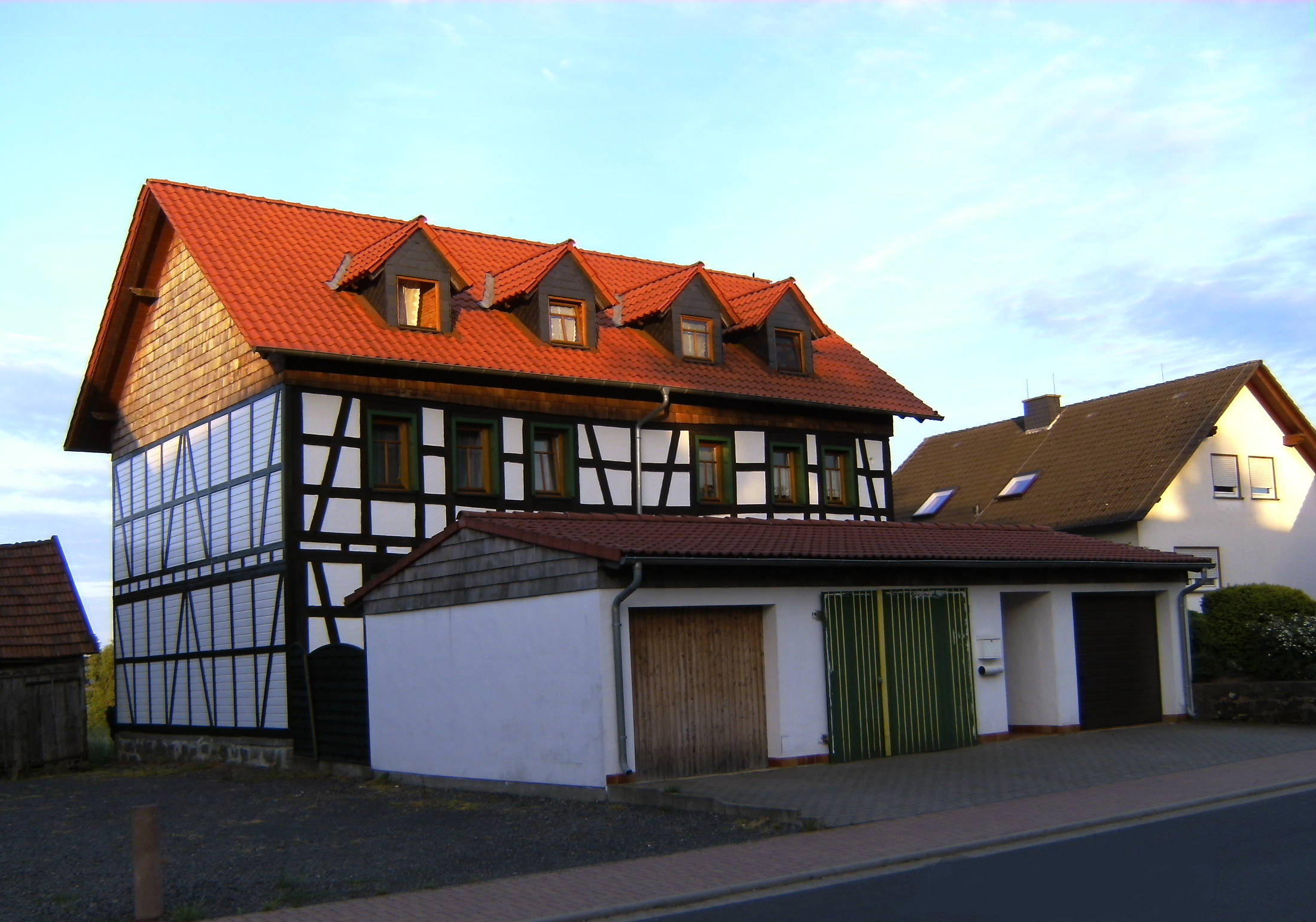
Die ehemalige Synagoge in Lichenroth (Juni 2008)

Bereits 1488 wird eine Kirche in Lichenroth erwähnt, das zu diesem Zeitpunkt zur Pfarrei Reichenbach gehörte. Nach einem Brand im Jahr 1675 wurde die Kirche zwischen 1677 und 1681 wiederhergestellt. Die heutige Kirche wurde 1732 anstelle ihrer Vorgängerin als Querkirche erbaut. Sie war die Pfarrkirche des im gleichen Jahr eingerichteten Kirchspiels Lichenroth, das aber nur bis 1744 bestand. Seither ist sie Filialkirche der Pfarrei Kirchbracht.
Über dem Eingang der Kirche befindet sich das Isenburger Patronatswappen. Die Kanzel stammt aus dem Jahr 1677 und wurde von der Vorgängerkirche übernommen. 2010 erhielt die Kirche einen neuen Altar von den Leipziger Gestaltern Markus Zink und Agnes Gensichen.
Synagoge
1733 erhielt die örtliche jüdische Gemeinde die Erlaubnis zur Einrichtung einer Synagoge. Das heute noch erhaltene Synagogengebäude wurde 1837 erbaut. Während der allmählichen Auflösung der Gemeinde als Folge der Übergriffe in der NS-Zeit wurde die Synagoge 1935 verkauft und später als Saalbau einer Gastwirtschaft genutzt. 1997/98 erfolgte der Umbau zu einem Wohnhaus.

### Regelmäßige Veranstaltungen
- Faschingsveranstaltungen

### Vereine
In Lichenroth bestehen folgende Vereine und Vereinigungen (Gründungsjahr in Klammern):
- Männergesangverein „Frohsinn“ Lichenroth (1923)
- Freiwillige Feuerwehr Lichenroth (1928)
- VdK-Ortsverband Lichenroth
- Jagdgenossenschaft Lichenroth (1956)
- Kultur- und Sportgemeinschaft Wüstwillenroth-Lichenroth (1963)
- Dartclub „Hotzenplotz“ Lichenroth (1983)
- Dartclub „Robin Hood“ Lichenroth (1996)

## Wirtschaft und Infrastruktur

### Unternehmen
Auf dem Gelände des früheren Bahnhofes ließ sich 1960 zuerst eine Möbelfabrik nieder, 1961 folgten ein Bauunternehmen und 1963 eine Metallbaufirma. Heute sind ein Displayhersteller und ein Holzfuhrbetrieb in dem Industriegebiet ansässig.

### Verkehr
Über Lichenroth verläuft die Bundesstraße 276, die den Ort im Norden mit Hartmannshain und im Süden mit Wächtersbach verbindet. In der Zeit zwischen 1934 und 1958 hatte Lichenroth einen Bahnhof an der Vogelsberger Südbahn. Nach der Bahnstrecke benannt wurde der 2004 eröffnete Vogelsberger Südbahnradweg, der ebenfalls durch Lichenroth führt.